# ヒルダ・ドゥリトル
ヒルダ・ドゥリトル（英: Hilda Doolittle、1886年9月10日 - 1961年9月27日）は、アメリカ合衆国生まれの詩人、小説家、回想録作家であり、20世紀初期にエズラ・パウンドやリチャード・オールディントンのようなアバンギャルド写象主義の詩人集団と関わったことで知られている。「H.D.」というペンネームを使っていた。

## 経歴
ドゥリトルは1886年にペンシルベニア州ベスレヘムで生まれ、1911年にはロンドンに移転して、当時注目されていた写象主義運動の中で中心的な役割を担った。カリスマ的な存在であり、モダニズムの詩人エズラ・パウンドに支持され、その経歴を築き高められることになった。1916年から1917年、ロンドンの文学雑誌「エゴイスト」の編集者を務め、一方、「イングリッシュ・レビュー」や「トランスアトランティック・レビュー」各誌に詩を掲載した。
第一次世界大戦の間に、兄弟が死に、詩人リチャード・オールディントンとの結婚が破綻した。これらの出来事はドゥリトルの後の詩に大きな影響を与えることになった。写象主義の権威であるグレン・ヒューズは、「彼女の孤独がその詩から叫び出している」と記した。
ドゥリトルは古代ギリシア文学に深い関心を寄せており、その詩はギリシャ神話や古典的詩人から題材を借りることが多かった。その作品は自然の景色や対象を取り込んでいることが特徴であり、特別の感覚や気分を表すために使われることが多い。
ドゥリトルは1930年代にジークムント・フロイトと交流し、自分の両性愛を理解し表現するためにフロイトの患者になった。ドゥリトルは一度結婚しており、また男性とも女性とも多くの関係があった。その性的指向について悪びれることもなかったので、その死後、1970年代や1980年代に彼女の詩、戯曲、手紙、随筆が再発見されたときに、ゲイの権利やフェミニスト運動の双方にとって象徴的な存在になった。

## 伝記

### 出生から青年期
ヒルダ・ドゥリトルは1886年に、ペンシルベニア州ベスレヘムのモラヴィア教会員の社会で生まれた。父のチャールズ・ドゥリトルは、リーハイ大学の天文学教授だった。母のヘレン（旧姓ウォル）はモラヴィア教会員であり音楽に強い関心があった。1896年、父がペンシルベニア大学の天文学上級教授に指名され、一家でアッパーダービーの家に移転した。ドゥリトルは15番通りとレース通りの角にあったクエーカーの中央高校に入学し、1905年には卒業した。1901年、エズラ・パウンドと出逢って友人となった。パウンドはドゥリトルの私生活にもまた作家として世に出るときにも大きな役割を果たすことになった。1905年、パウンドは『ヒルダの本』と題する愛の詩集をプレゼントした。
同年、ドゥリトルはブライン・モウワ・カレッジに入学し、ギリシャ文学を勉強したが、成績が悪かったので、健康を害したことを言い訳に、僅か3学期で退校した。このカレッジ在籍中に詩人のマリアン・ムーアやウィリアム・カルロス・ウィリアムズと出逢った。ドゥリトルの最初の出版物である子供のための物語集は、フィラデルフィアの長老派教会新聞「ザ・コムラード」に1909年から1913年まで掲載された。その大半はエディス・グレイと言う筆名で掲載された。1907年、ドゥリトルはパウンドと婚約した。しかし、ドゥリトルの父はパウンドに失望しており、パウンドがヨーロッパに向けて旅立った1908年までに、婚約は解消されていた。この頃、ドゥリトルはペンシルベニア美術アカデミーの美学生である若い女性、フランシス・ジョセファ・グレッグとの関係を始めた。1910年はグリニッジ・ヴィレッジで過ごした後、1911年にグレッグやグレッグの母と共にヨーロッパに渡った。ヨーロッパでのドゥリトルは作家として本格的な経歴を始めた。グレッグとの関係は冷却され、文学に熱心なブリジット・パットモアと出逢うと、彼女との情事にふけるようになった。パットモアは別の詩人リチャード・オールディントンにドゥリトルを紹介した。

### 写象主義者
ドゥリトルはイングランドに到着してから間もなく、それまで書いてきた詩をパウンドに見せた。パウンドは既にソーホーのエッフェル塔レストランで他の詩人と会うようになっていた。オールディントンと議論していた詩の概念や原則についてドゥリトルの詩が近いことに印象を受けた。オールディントンとは、自由詩、短歌、および俳句の緊張感や簡潔さ、さらに不必要な言い回し全てを排除することを通じて、当時の詩を改革する計画を共有していた。1912年夏、彼等3人は「最初の写象主義者3人」を宣言し、その原則を次のように決めた。
1. 主語であれ目的語であれ「モノ」を直接扱う
2. 対象の提示に貢献しない言葉は絶対的に使用しない
3. 韻律に関して: 音楽的フレーズの並びで構成し、メトロノームの並びにはしない[10][11]

同年、パウンドは大英博物館に近いティールームでドゥリトルと会っているときに、彼女の詩に「H.D. 写象主義者」という署名を付けたした。これがドゥリトルの文学人生の大半で、詩人に付いて回るラベルの始まりとなった。しかし、ドゥリトルは様々なときに別の異なる話をしており、その経歴の間では様々な筆名で出版していた。同年、ハリエット・モンローが雑誌「ポエトリー」を創刊し、パウンドに外国語の編集者を務めるよう求めた。10月、パウンドは「写象主義者」という見出しの下に、自身とドゥリトル、オールディントンによる3つの詩を投稿した。オールディントンの詩は11月号に掲載され、ドゥリトルの「方法のヘルメス」、「果樹園」、「警句」と題した詩は1913年1月号に掲載された。運動としての写象主義は、ドゥリトルを主要な提唱者として始められた。
写象主義者集団の初期モデルは日本から得ていた。ドゥリトルはリチャード・オールディントンや学芸員で詩人のローレンス・ビニヨンと共に専ら大英博物館の印刷室をしばしば訪れ、日本の伝統的な詩を取り込んだ錦絵の刷り絵を観察した。しかし、ドゥリトルはギリシャ古典文学、特にサッポーの詩を読むことから詩を作る方法も得ていた。この関心についてはオールディントンやパウンドとも共有し、各人がギリシャ詩人の作品の模索品を制作した。1915年、ドゥリトルとオールディントンは、ギリシャとラテンの古典から翻訳したものの小冊子、「詩人の翻訳シリーズ」を始めた。ドゥリトルはエウリピデスの戯曲を翻訳し、1916年には『アウリスのイピゲネイア』のコーラスの翻訳を出版し、1919年には『アウリスのイピゲネイア』と『ヒッポリュトス』のコーラスの翻訳、1927年には『煮え切らないヒッポリュトス』というヒッポリュトスの翻案、1931年には『バッコスの信女』と『ヘカベ』のコーラスの翻訳、1937年には『イオン』の抄訳である『エウリピデスのイオン』を出版した。
ドゥリトルは、1917年にアンソロジーの『写象主義の詩人』の最終版発行まで、グループとの関わりを続けた。1915年のアンソロジーでは、ドゥリトルとオールディントンが編集作業の大半を行った。オールディントンの担当した『写象主義者アンソロジー1930年』にもドゥリトルの作品が掲載された。1930年代末までの全ての詩が写象主義のモードで書かれており、言語の予備、古典的で厳粛な純正さを利用していた。この執筆スタイルに批評が無いわけではなかった。1915年5月、「エゴイスト」の写象主義者特集では、詩人で批評家のハロルド・モンローがドゥリトルの初期作品を「ちっぽけな詩」と言い、「想像力の貧困か必要もない過剰な抑制だ」と言っていた。
1915年のアンソロジーに初掲されたドゥリトルの最初期の作品であり良く知られた詩である『オレイアス』（山の精）が初期のスタイルを表している。
| Whirl up, sea— Whirl your pointed pines. Splash your great pines On our rocks. Hurl your green over us— Cover us with your pools of fir. | 回れ、海よ 先のとがった松を回れ その大きな松に飛沫をあげろ 我々の岩の上で その緑の葉を投げかけろ 針葉樹の塊で我々を覆え |

### 第一次世界大戦とその後

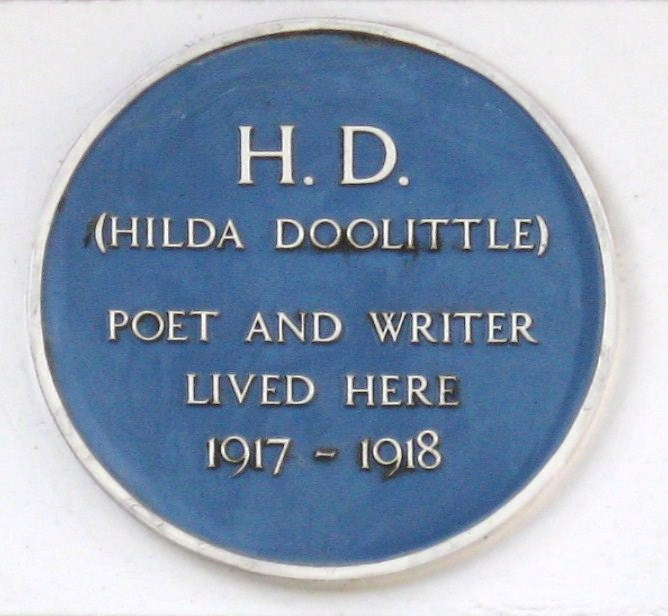
メクレンバーグ・スクエアの銘板44

第一次世界大戦の前の1913年に、ドゥリトルはオールディントンと結婚した。しかしその最初にして唯一の子である娘は1915年に死産となった。オールディントンは軍隊に応募した。夫妻は疎遠になり、オールディントンは1917年に愛人を設けたとされている。ドゥリトルはD・H・ローレンスと親密だがプラトニックな関係になった。1916年、最初の著作である『海の庭園』が出版され、夫に代わって「エゴイスト」の編集者助手に指名された。1918年、兄弟のギルバートが戦死し、同年3月、ドゥリトルは作曲家でローレンスの友人であるセシル・グレイと共にコーンウォールのコテージに引っ越した。グレイの子供を身ごもったが、妊娠していると分かったときには二人の関係は冷え切っており、グレイはロンドンで住むために戻った。オールディントンが戦地から戻ると精神的にかなり病んでおり、二人は後に離婚した。
大戦の終結近く、ドゥリトルは裕福なイギリス人小説家ブライハー（本名アニー・ウィニフレッド・エラーマン）と出逢った。2人は1946年まで同棲した。2人とも他に多くのパートナーがいたものの、ブライハーはドゥリトルの余生を通じて愛人であり続けた。1919年、娘のフランシス・パーディタ・オールディントンを出産した時に、インフルエンザに罹っていて死にかけた。ただし娘の父はオールディントンではなく、グレイだった。この頃、息子のギルバートの死から立ち直れなかったドゥリトルの父が死んだ。1919年、ドゥリトルは詩についてほとんど文書を残さなかったが、その数少ない文書の1つ『思想と構想に関する注釈』を書いたが、それが出版されたのは死後の1982年になってからだった。その中で、自分を含む詩人について語り、「人類の思想の全潮流を変える」力のある夢想家の一種エリート集団に属すると言っていた。
この期間、ドゥリトルとオールディントンはその関係を復活させようと努力していたが、オールディントンは戦争に参加した後の心的ストレス、おそらく心的外傷後ストレス障害が残っており、結局疎遠になり、完全に別居していた。離婚が成立したのは1938年になっていた。しかし、その生涯を通じて友人ではあり続けた。1920年からドゥリトルとブライハーの関係が親密になり、二人でエジプト、ギリシャ、アメリカ合衆国に旅し、その後はスイスに落ち着いた。ブライハーは1921年にロバート・マカルモンとの政略結婚の関係になった。マカルモンはそれでパリにおける出版業コンタクト・プレスのために彼女の個人資産の幾らかを使うことで、資金を得られた。ブライハーもドゥリトルともこの頃マカルモンと寝ていた。ブライハーとマカルモンは1927年に離婚した。

### 小説、映画、心理分析
1920年代初期、ドゥリトルは三部作の小説を書き始めた。最初のものは『マグナ・グレイカ』であり、1921年の『パリンプセスト』と1928年の『ヘデュラス』で構成された。『マグナ・グレイカ』は詩人の使命感、特に男性優位にある文学世界の中で女性の指名を探検するという古典的な設定を使っている。次の『マドリガル』は、『ハーミオン』、『私に生きるよう命じて』、『それは今日塗ろう』、『アスフォデル』で構成された。ほとんど自伝的なものであり、女性画家の成長を扱い、異性愛とレズビアンの願望との確執を描いた。最後の『ボーダーライン』は、『コラとカ』と『いつもの星』であり、1933年に出版された。この期間に、『海賊の妻』、『ミラ・メア』、『夜』も書いていた。
この頃、ドゥリトルの母が死に、ブライハーは夫と離婚し、ドゥリトルの新しい男性愛人ケネス・マクファーソンと結婚していた。ドゥリトル、ブライハー、マクファーソンは一緒に住み、ヨーロッパを旅した。詩人で批評家のバーバラ・ゲストはそのドゥリトルに関する伝記の中で、「3人のマネジェリー」（風変わりな集団）と呼んでいた。ブライハーとマクファーソンはドゥリトルの娘、パーディタを養女にした。1928年、ドゥリトルは妊娠したが、11月に中絶を選択した。ブライハーとマクファーソンは、映画に関する知的討論の媒体として雑誌「クローズアップ」を創刊し、ドゥリトルも定期的に寄稿した。1927年、小さな独立系映画制作集団「プール」またはプール・グループが設立され、3人で経営した。その資金の大半はブライハーの相続遺産から出ていた。プールが制作した映画の中で、1930年の『ボーダーライン』のみが今も完全な形で残っている。この映画は主役としてドゥリトルとポール・ロブスンが出演していた。短編小説の『ボーダーライン』と共通して、この映画は極端な超自然的状態と表面的な現実との関係を追及している。ドゥリトルはこの映画で演じるのと同時に、それに伴う解説的小冊子を書いており、後に「クローズアップ」に掲載された。
1933年、ドゥリトルはウィーンに旅し、ジークムント・フロイトの心理分析を経験した。1909年には既にフロイトの作品の幾つかを原語のドイツ語で読んで、フロイトの理論に興味を示していた。ブライハーの心理分析家は、ドゥリトルがアドルフ・ヒトラーの出世についてパラノイア（被害妄想）が強くなったと言っていた。それは新たな世界戦争を示唆しており、ドゥリトルはそれを容認できないものと考えた。「大戦争」（第一次世界大戦）には感情を粉砕されていた。兄弟を戦争で失い、夫は戦闘の経験から心的疾患を患っており、戦争が起きたことは、オールディントンとの子供を間接的に死なせたことだと考えた。RMSルシタニア号の遭難についてニュースを聞いてショックを受け、それが直接流産に繋がったと考えていた。この心理分析に関する回想録『壁の上に書く』は「三部作」と同時期に執筆され、1944年に出版された。1956年、心理分析の雑誌「アドベント」（降臨）に『フロイトに捧げる』という題で再度掲載された。

### 第二次世界大戦とその後
第二次世界大戦の間、ドゥリトルとブライハーはロンドンで過ごした。この期間、ドゥリトルはペンシルベニア州ベスレヘムでの子供時代と家族の生活を回想する『贈り物』を書いた。それは彼女を作家として成長させるに力あった背景における人々と出来事を映している。この『贈り物』は結局1960年と死後の1982年に出版された。また1944年に『落ちない壁』、1945年に『天使への贈り物』、1946年に『棒の開花』として出版された『三部作』も執筆した。『落ちない壁』冒頭の文章は明らかにまた直接初期の作品との決別を示すものだった。
| An incident here and there, and rails gone (for guns) from your (and my) old town square. | ここでもかしこでも出来事があり そして鉄道が進む（銃のために） あなたの（そして私の）古い町の広場から |

戦後、ドゥリトルとブライハーはもはや一緒に住んではいなかったが、接触は保っていた。ドゥリトルはスイスに移転し、1946年春、重大な神経衰弱を患い、同年秋まで病院に入院したままになった。その後の人生では何度もアメリカ合衆国に渡った以外、スイスで生活することになった。1950年代後半、このときは心理分析家のエリック・ハイトからさらなる治療を受けた。ドゥリトルはハイトの勧めにより、パウンドとの関係に関する回想録『苦痛の終わり』を書いた。パウンドはこの本が出版されるときに、『ヒルダの本』の詩を掲載することを認めてくれた。20世紀の前半でドゥリトルはロンドンにおけるボヘミアン文化の指導的存在の一人だった。後年の詩はフェミニストの観点から暴力と戦争のような伝統的叙事詩のテーマを探求していた。ドゥリトルはアメリカ芸術院のメダルを贈られた最初の女性になった。

### 晩年と死
1950年代、ドゥリトルはかなりの多くの詩を書いており、特に『エジプトのヘレン』（1952年から1954年の間に執筆）は男性が中心の叙事詩についてフェミニストの見解から検証したものだった。エウリピデスの戯曲『ヘレネ』をトロイ戦争の基本を再解釈する出発点とし、その延長で戦争自体を検証した。この作品は、ジェフリー・トウィッチェル・ワースなどの批評家からパウンドの『カントス』に対するドゥリトルの回答だと解釈されている。そのパウンドの作品をドゥリトルは大いに称賛していた。この時代に書いたその他の詩としては、『サジェッス』、『冬の愛』、『密封した定義』があった。これら3編は死後の1972年に『密封した定義』という表題で出版された。この『密封した定義』という詩は、一人の男への30年間の愛を、幼い時を出発点として描き、「とても緩りなので、」パウンドの『カント 106』から「オープンに立ち上がる」という行がある。『サジェッス』は、ドゥリトルが転倒して腰を痛めた後にベッドの上で書かれたものであり、『三部作』のある種最終章として機能し、原爆をおそれて生きている自分自身を見つけたブリッツ（ドイツ軍の電撃戦）の生存者である若い女性の声で一部が書かれている。『冬の愛』は、『苦痛の終わり』と同時期に書かれ、ナレーターとしてホメーロス叙事詩の登場人物のペーネロペーを使い、詩の形で回想録の材料を再度叙述している。ドゥリトルは一時期、この詩を『エジプトのヘレン』の最終章として補うことを考えていた。
ドゥリトルは1960年にアメリカ合衆国を訪れ、アメリカ芸術院のメダルを受け取った。スイスに戻った1961年7月に脳卒中を患い、その2か月後にチューリッヒの病院クリニーク・ヒアスランデンで死んだ。その遺灰はベスレヘムに戻され、1961年10月28日、ニスキーヒル墓地の家族の区画に埋葬された。その墓碑銘は初期の詩『ゼウスに記録させろ』から次の詩行が使われた。
| So you may say, Greek flower; Greek ecstasy reclaims forever one who died following intricate song's lost measure. | そう、あなたは言うだろう ギリシャの花、ギリシャのエクスタシーが 死んだ者に 次の複雑な歌の 失われた手段を 永遠に再生させることを |

## 遺産
ヒルダ・ドゥリトルの詩の再発見は1970年代に始まった。これは彼女の著作に典型的な性の役割に疑問を投げかけることを大いに称賛したフェミニスト批評の登場と時を一致させていた。特に、パウンド、T・S・エリオット、ジェイムズ・ジョイスなど男性作家の作品に基づき、英文学のモダニズムの標準的な見解に挑戦した批評家がこの動き（フェミニズム）の歴史でドゥリトルにより重要な地位を取り戻させることができた。彼女の作品はモダニズムの伝統で活動する近年の多くの女性詩人にはモデルとなった。ニューヨーク・スクールのバーバラ・ゲスト、イングランド系アメリカ人詩人のデニーズ・レバトフ、ブラックマウンテン詩人ヒルダ・モーリー、言語詩人のスーザン・ハウがいた。ドゥリトルの影響は女性詩人に留まらなかった。ロバート・ダンカンやロバート・クリーリーなどの多くの男性作家がその影響を受けたことを認めている。

## 作品

### 詩集
- 『海の庭園』（1916年）
- 『神』（1917年）
- 『翻訳』（1920年）
- 『処女膜』（1921年）
- 『ヘリオドラ、その他の詩』（1924年）
- 『煮え切らないヒッポリュトス』（1927年）
- 『ブロンズに赤いバラ』（1932年）
- 『落ちない壁』（1944年）
- 『天使への贈り物』（1945年）
- 『三部作』（1946年）
- 『棒の開花』（1946年）
- 『アブロン川の傍で』（1949年）
- 『エジプトのヘレン』、ニューディレクションズ出版（1961年）
- 『密封した定義』、ニューディレクションズ出版（1972年）

### 散文
- 『思想と構想に関する注釈』（1919年）
- 『それは今日塗ろう』（1921年執筆、1992年出版）
- 『アスフォデル』（1921年–22年執筆、1992年出版）
- 『パリンプセスト』（1926年）
- 『コラとカ』（1930年）
- 『夜』（1935年）
- 『ヘッジホッグ』（1936年）
- 『フロイトに捧げる』（1956年）
- 『私に生きるよう命じて』（1960年）
- 『苦痛の終わり: エズラ・パウンドの思い出』、ニューディレクションズ出版（1979年）
- 『ハーミオン』、ニューディレクションズ出版（1981年）
- 『贈り物』、ニューディレクションズ出版（1982年）
- 『マジック・リング』（1943年–44年執筆、2009年出版）
- 『剣は海へ放たれる』（1946年–47年執筆、2007年出版）
- 『白いバラと赤』（1948年執筆、2009年出版）
- 『ミステリー』（1948年–51年執筆、2009年出版）

## 関連図書

### 古文書
- H. D. Papers, 1887–1977 (26.25 linear feet) are housed at the Beinecke Rare Book and Manuscript Library at Yale University
- Numerous archival resources are listed on ArchiveGrid.